# Economía iroquesa
La Economía de los iroqueses (también conocidos como Haudenosaunee) se centraba en la producción comunal y el sistema combinado de horticultura y de caza-recolección. Las tribus de la Confederación Iroquesa y otras del norte del continente americano que compartían el idioma iroqués, como el pueblo hurón, vivían en la región que hoy es el Estado de Nueva York y la Región de los Grandes Lagos. La confederación iroquesa se componía de cinco tribus diferentes, a las que se añadió una sexta posteriormente, que se habían unido antes de contactar con los europeos. Aunque no eran iroqueses, el pueblo hurón entraba en el mismo grupo lingüístico y tenía una economía similar a la de los iroqueses. Los pueblos iroqueses eran predominantemente agrícolas, cosechando las tres hermanas comúnmente cultivadas por los nativos americanos: maíz, fríjol y calabaza. Además desarrollaron ciertos hábitos culturales relacionados con su estilo de vida. Entre ellos sus ideas sobre la naturaleza y la gestión de la propiedad.
Los iroqueses desarrollaron un sistema económico muy diferente a la variante económica dominante hoy día en occidente. Este sistema se caracterizaba por tener componentes de propiedad comunal de la tierra, división del trabajo por sexo y comercio basado en la economía del don.

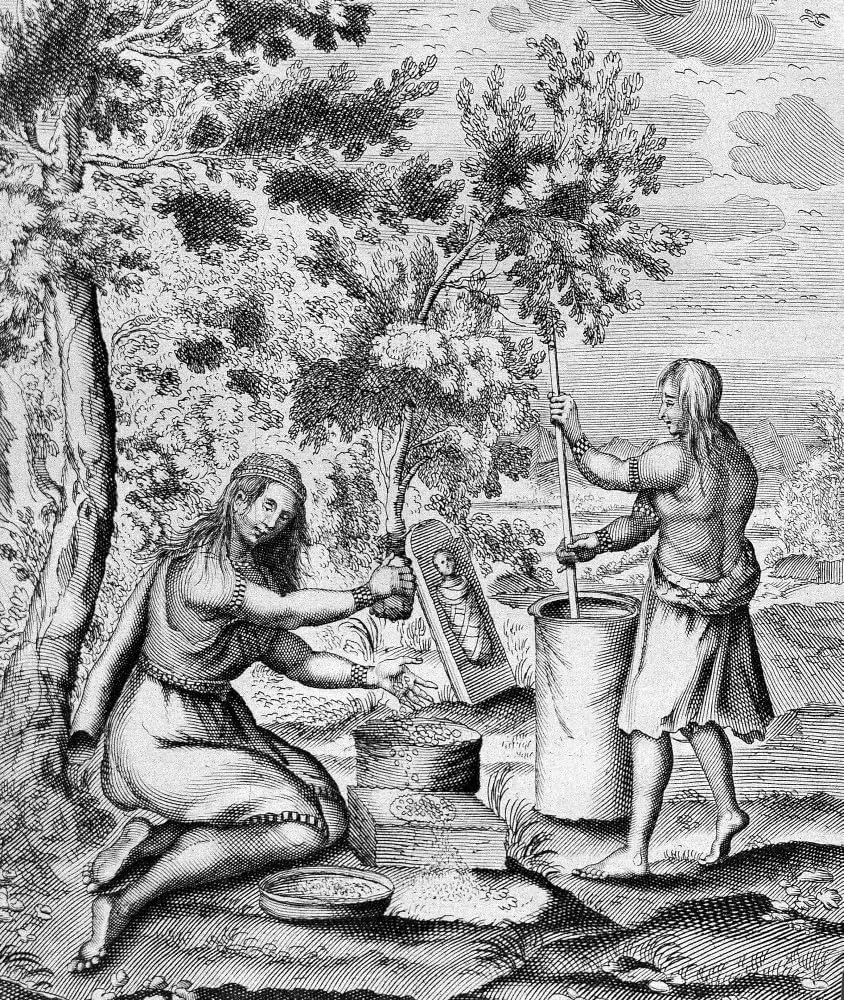
Iroquesas moliendo grano o bayas secas (grabado de 1664).

El contacto con europeos a principios del siglo XVII tuvo un profundo impacto en la economía iroquesa. En un principio fueron socios importantes, pero la expansión de los asentamientos europeos afectó el equilibrio de la economía iroquesa. Hacia el siglo XIX, los iroqueses estaban confinados en reservas, y tenían que adaptar su sistema económico tradicional al imperante. En el siglo XX, algunos grupos de iroqueses tomaron ventaja de su status de independencia en las Reservas y comenzaron a explotar los llamados casinos indios. Otros iroqueses se han incorporado directamente a las economías fuera de las reservas.

## Propiedad de la tierra

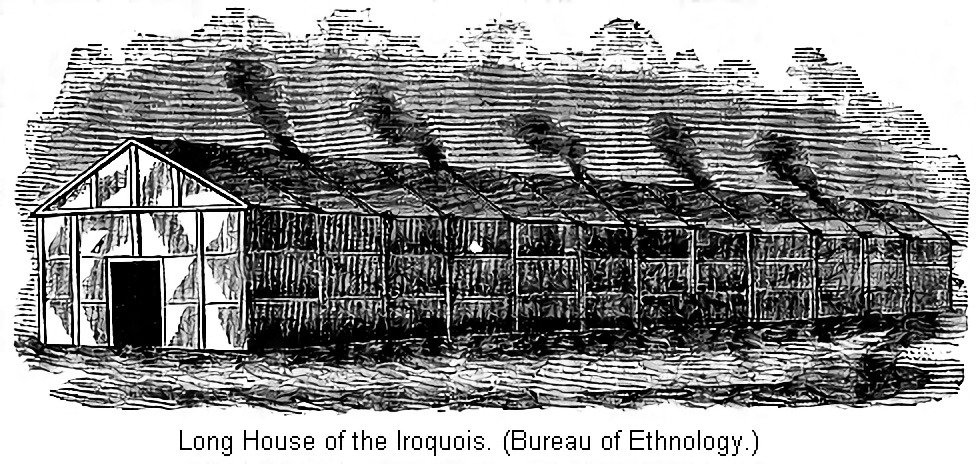
Casa comunal iroquesa tardía que podía albergar varios cientos de personas.

El pueblo hurón tenía un sistema comunal de tenencia de tierra. El misionero católico francés Gabriel Sagar describe los puntos básicos: «los hurones tenía tanta tierra como podía necesitasen». Como resultado, podían dar a las familias su propio espacio y aun contar con una enorme cantidad de tierra sobrante compartida comunalmente. Cualquier hurón tenía la posibilidad de limpiar la tierra y cultivarla. Mantendría la posesión de la tierra mientras continuase cultivando y cuidando los campos. Una vez que abandonase la tierra, la propiedad revertía a la comunidad y cualquier otro habitante podía quedársela para sí. Aunque los habitantes parecían tener tierras designadas a título individual, el significado de esta posesión pudiera tener escasa relevancia; el emplazamiento de vasijas para almacenar grano en las casas comunales, que comprendían múltiples familias en un grupo de parentesco, sugiere que los ocupantes de una casa tenían la producción en común.
Los iroqueses tenían un sistema de distribución de la tierra similar. La tribu era la propietaria del terreno, pero firmaba tratados con los diferentes clanes para una posterior distribución entre los jefes familiares para su cultivo. La tierra sería redistribuida entre estos jefes cada pocos años y un clan podía pedir una redistribución de las parcelas cuando el Consejo de Madres del clan se reunía.. Aquellos clanes que abusaban de la tierra que les correspondía o no la cuidaban lo suficiente, eran reprendidos y frecuentemente multados por el Consejo de Madres redistribuyéndose entre otros clanes. La propiedad de la tierra únicamente concernía a las mujeres ya que la recolección era tarea de la mujer y no del hombre.
El Consejo de Madres también reservaba ciertas áreas de terreno para ser trabajadas por las mujeres de los diferentes clanes. La comida producida en estas tierras, llamada kěndiǔ"gwǎ'ge' hodi'yěn'tho, se utilizaría en festivales y grandes banquetes de celebraciones de los diferentes consejos.

## La división del trabajo: la agricultura y la silvicultura
La división del trabajo es reflejo de la división dual existente en la cultura iroquesa: Los dioses gemelos Sapling (Este) y Flint (Oeste) dieron forma a la noción de dos mitades complementarias. El dualismo se aplicaba al trabajo de forma que cada sexo tenía un rol definido que complementaba el trabajo del otro. Las mujeres trabajaban en los campos de labor mientras los hombres lo hacían en el bosque, lo que incluía cualquier trabajo con madera. Los hombres iroqueses eran responsables de la caza, el comercio y la guerra, mientras las mujeres estaban al cuidado de la recolección, las granjas y el mantenimiento de la casa. En el momento de toma de contacto con los europeos, las mujeres iroquesas producían el 65% de los bienes y los hombres el restante 35%. La producción combinada de alimentos hacía que las hambrunas o épocas de penuria fueran extremadamente escasas. Los europeos frecuentemente envidiaban este éxito de la producción iroquesa de alimentos.
El sistema iroqués de trabajo encajaba perfectamente con el sistema de propiedad de la tierra. Dado que se compartía la propiedad, se trabajaba en común también. Las mujeres llevaban a cabo el trabajo de mayor dificultad en grandes grupos que iban tierra en tierra ayudándose en las tierras de cada una. Juntas sembraban los campos con la cantidad de semillas que una señora del campo distribuía para cada mujer. Las mujeres iroquesas de cada grupo agrícola seleccionaban a una mujer mayor pero activa de su grupo para que hiciera de líder ese año y acordaban seguir sus consejos y pautas. Además, realizaban otros trabajos cooperativamente: cortaban parte de su propia leña y su líder supervisaba al grupo para transportarla al pueblo. Los clanes de mujeres realizaban otros trabajos y, según Mary Jemison, una mujer blanca que se integró en el grupo como una india, este esfuerzo colectivo en diversos campos evitaba los «celos porque alguien trabajara más o menos que las demás».

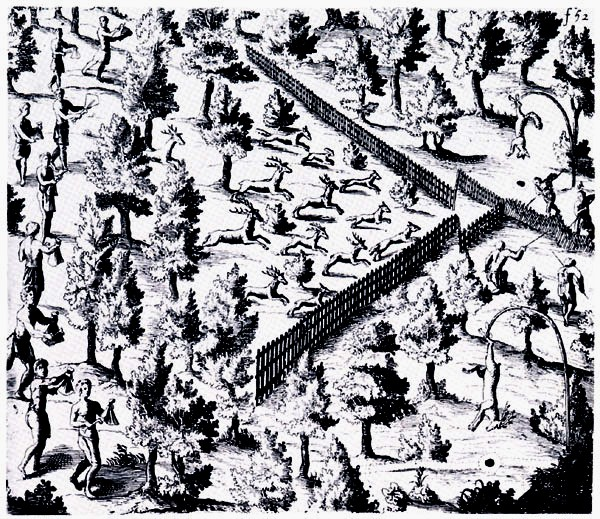
Esquema de Samuel de Champlain sobre la forma de caza del pueblo hurón. Los hombres realizaban ruidos y conducían a los animales a través de unas estructuras en forma de V, donde eran capturados y muertos.

Los hombres también se organizaban de una forma cooperativa. Por supuesto, actuaban en conjunto en acciones militares ya que tenía poco sentido luchar solo. Los demás trabajos como la pesca y la caza se realizaban de manera similar a la cooperación entre mujeres. Sin embargo, los hombres diferían en su organización al organizarse más a menudo como un pueblo que como un clan. Los hombres organizaban partidas de caza donde necesitaban una cooperación intensiva para cazar un gran volumen de presas. Una fuente primaria, nos cuenta que se disponían en forma de V forzando a los animales a correr hacia un punto donde los cazadores esperaban en abierto. Con este sistema se podían cazar hasta cien ciervos de una sola vez.

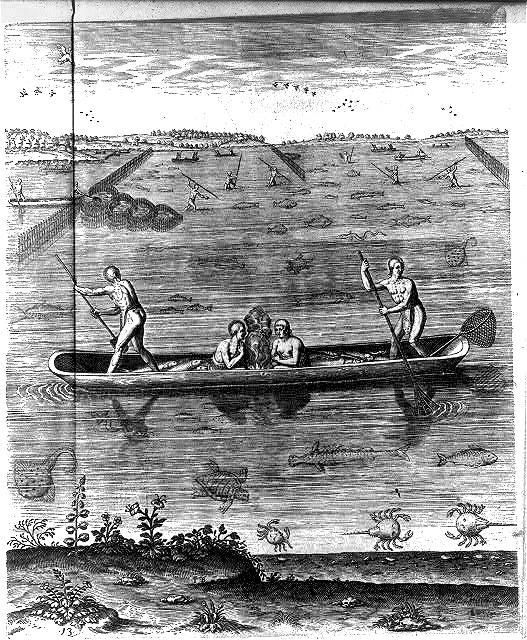
Nativos americanos de tribu desconocida pescando como lo hacían los iroqueses.

Los hombres también pescaban en grupos grandes. Las expediciones de pesca extensiva se hacían con canoas, redes y pequeñas presas que cubrían grandes superficies para conseguir una gran cantidad de peces, unos mil en medio día. Las piezas obtenidas en la pesca o caza se consideraban propiedad comunal y se dividían por parte del cabecilla del grupo o se llevaba al poblado para un banquete. La caza y la pesca no eran siempre un esfuerzo cooperativo, pero resultaban generalmente más eficaces en partidas que individualmente.

## Comercio
La producción cooperativa y distribución comunal de productos hacía innecesario el comercio dentro de la Confederación Iroquesa, pero el comercio exterior con tribus en regiones con recursos de los que carecían los iroqueses sí tenían un propósito. Los iroqueses comerciaban el sobrante de maíz y tabaco por pieles de las tribus del norte y los wampum (una especie de abalorios) de las tribus del este. Los iroqueses utilizaban la economía del don con más frecuencia que cualquier otro medio de intercambio. Dar regalos reflejaba la reciprocidad de la sociedad iroquesa. El intercambio se iniciaba con un clan dando a otra tribu o clan un presente con la expectativa de que algún tipo de mercancía sería dado a cambio. Esta forma de comercio se vincula a la tendencia de la cultura iroquesa para compartir la propiedad y cooperar en el trabajo. En ningún caso se hace un acuerdo explícito, pero un servicio se realiza para el bien de la comunidad u otro miembro de la comunidad con la expectativa de que la comunidad o la otra persona lo devolvería. El comercio exterior ofrecía una de las pocas oportunidades para la empresa individual en la sociedad iroquesa. Una persona que descubriese una nueva ruta comercial tenía derecho exclusivo a comerciar por esa ruta en el futuro. A menudo, los clanes colectivizaban rutas comerciales para obtener un monopolio sobre un determinado tipo de comercio.

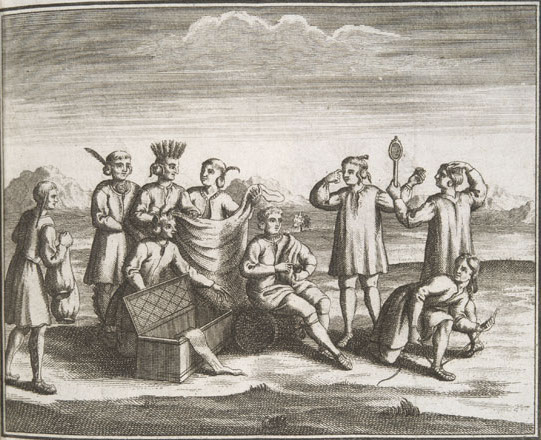
Iroqueses con mercancías occidentales, presumiblemente adquiridos a través del comercio (grabado en francés, 1722).

La llegada de los europeos creó la oportunidad para extender el comercio. Pieles que eran demandadas en Europa podían ser adquiridas a bajo precio de los indios a cambio de bienes manufacturados que los indios no podían hacer. El comercio no siempre beneficiaba a los nativos. Los británicos se aprovecharon de la cultura del regalo. Inundaron a los iroqueses con productos europeos, haciéndoles dependientes de artículos como rifles y hachas de metal. Los iroqueses no tenían otra opción que comerciar a cambio de pólvora después de que hubieran desechado sus propias armas. Los británicos utilizaron principalmente estos regalos para ganarse el apoyo entre los iroqueses en su lucha contra los franceses. Los iroqueses también comerciaron por alcohol, una sustancia que no tenían antes de la llegada de los europeos. Con el tiempo, esto tendría un impacto muy negativo en la sociedad iroquesa. El problema llegó a complicarse tanto que para 1753 Scarrooyady, un jefe iroqués, pidió al Gobernador de Pensilvania que interveniese en el comercio: «Ahora sus comerciantes apenas llevan algo que no sea ron y harina; traen poca pólvora y plomo, u otros objetos de valor... y obtienen todas las pieles que deberían ir a pagar las deudas que hemos contraido comprando productos de los comerciantes honestos; por esta vía no sólo nos arruinamos nosotros mismos sino ellos también. Estos perversos vendedores de whiskey, una vez tienen a los indios en licor, les hacen vender sus ropas. En resumen, si esta práctica continúa, llegaremos inevitablemente a la ruina».

## Efecto sobre la cultura y la sociedad iroquesa
La estructura de la economía iroquesa creó una ética única de propiedad y trabajo. La amenaza del robo era casi inexistente, ya que poco tenía el individuo, excepto las herramientas básicas e implementos que eran tan frecuentes que tenían poco valor. Lo única mercancía que valía la pena robar era el wampum. Si bien una sociedad libre de robo puede ser respetada por todos, los sistemas comunales, como el de los iroqueses, son a menudo criticados por ofrecer pocos incentivos para trabajar. Para que los iroqueses tuviesen éxito sin incentivos individuales, tuvieron que desarrollar una ética de trabajo comunal. La virtud se convirtió en sinónimo de productividad. El hombre iroqués ideal era un buen guerrero y un cazador productivo, mientras que la mujer perfecta destacaba en agricultura y economía doméstica. Al hacer hincapié en la utilidad del individuo a la sociedad, los iroqueses crearon una mentalidad que alienta a sus miembros a contribuir a pesar de que disfrutarían de beneficios similares, sin importar lo duro que trabajasen.
Como resultado de su sistema comunal, algunos esperarían que los iroqueses tuviesen una cultura de dependencia sin individualidad. Los iroqueses, sin embargo, tenían una fuerte tradición de responsabilidad autónoma. Se les enseñaba a ser disciplinados, autosuficientes y responsables, así como estoicos. Los iroqueses trataban de eliminar cualquier sentimiento de dependencia durante la infancia y fomentar el deseo de ser responsables. Al mismo tiempo, el niño tendría que participar en la cultura comunal, por eso a los niños se les enseñaba a pensar como individuos pero a trabajar para la comunidad.

## En la economía moderna
Muchos iroqueses se han integrado plenamente en la economía occidental de los Estados Unidos y Canadá. Para otros, su participación económica está más aislada en la reserva. Participen directamente en la economía exterior o no, la mayor parte de la economía iroquesa está fuertemente influenciada por las economías nacionales y del mundo. Los iroqueses han estado involucrados en la industria de la construcción con acero desde hace más de cien años, con muchos hombres de la nación Mohawk trabajando en proyectos como el Empire State Building y el World Trade Center. Dentro de la reserva de la situación económica ha sido a menudo sombría. Por ejemplo, el lado estadounidense de la reserva Mohawk ha llegado a tener un desempleo de hasta el 46 por ciento. Sin embargo muchas reservas tienen negocios prósperos. Dentro de la reserva Seneca está la ciudad de Salamanca, Nueva York, un centro de la industria de maderas con una población nativa americana del 13 por ciento [cita requerida]. Los seneca hacen uso de su condición de reserva independiente para vender cigarrillos y gasolina libres de impuestos y operar bingos donde se hacen grandes apuestas. Los seneca también han abierto varios casinos indios, el Seneca Niagara Casino en Niagara Falls, Nueva York y otro en Salamanca, Nueva York. En 2007, los seneca abrieron un tercero en Buffalo, el seneca Buffalo Creek Casino.
Los oneida ya han establecido casinos en sus reservas de Nueva York y Wisconsin. Los oneida son uno de los mayores empleadores en el noreste de Wisconsin, con más de 3.000 empleados, incluyendo 975 personas en el gobierno tribal. La Tribu gestiona más de 16 millones de dólares en fondos subvencionados federeales y privados y una amplia gama de programas, incluidas las autorizadas por la ley Indian Self-Determination and Education Assistance Act. Las empresas de negocios de los oneida han llevado millones de dólares a la comunidad y mejorado el nivel de vida.

### La tierra después de la llegada de los europeos
El sistema iroqués de gestión de la tierra tuvo que cambiar con la llegada de los europeos y el aislamiento forzado en las reservas. Los iroqueses tenían un sistema de tierras de propiedad colectiva libre y debían ser utilizadas éstas cuando fuese necesario por sus miembros. Si bien este sistema no era totalmente colectivo ya que la tierra estaba distribuida a grupos familiares individuales, los iroqueses carecían de la concepción occidental de la propiedad como una mercancía. Después de la llegada de los europeos y ser confinados en reservas, los iroqueses tuvieron que adaptar su sistema de propiedad a un modelo más occidental. A pesar de la influencia de la cultura occidental, los iroqueses han mantenido una visión única de la propiedad en los últimos años. Hoy en día Doug George-Kanentiio resume su percepción de la ventana de propiedades iroqueses: The Iroquois «no tienen derecho absoluto a la demanda del territorio a efectos puramente monetarios. Nuestro Creador nos dio nuestras tierras aborígenes con reglas muy específicas con respecto a sus usos. Somos guardianes de nuestra Madre Tierra, no señores de la tierra. Nuestros derechos son válidos sólo en la medida que vivamos en paz y armonía en ella.»
Sentimientos similares fueron expresados en una declaración del Consejo de Jefes de Iroqueses (o Haudenosaunee) en 1981. El Consejo distinguió los «conceptos de Europa Occidental de la propiedad de la tierra" con respecto a la visión iroquesa, «la tierra es sagrada" y «se ha creado para uso de todos para siempre, no para ser explotados sólo por la presente generación». La tierra no es solo una mercancía y «en ningún caso la tierra está para la venta». La declaración continúa: «Según la ley Haudenosaunee, Gayanerkowa, la tierra está en manos de las mujeres de cada clan. Las mujeres son principalmente las se encargan de la tierra, las que cultivan, y las que se preocupan por ella para las futuras generaciones. Cuando se formó la Confederación, las naciones independientes formaron un sindicato. El territorio de cada nación pasó a ser tierra de la Confederación pesar de que cada nación sigue teniendo un interés especial en su territorio histórico.» La declaración del Consejo refleja la persistencia de la visión de la propiedad entre los iroqueses.
El sistema del Grand River Iroquois (dos reservas iroquesas en Canadá) integró la estructura tradicional de la propiedad iroquesa con la nueva forma de vida después de ser confinados a una reserva. La reserva se estableció en dos escrituras en el siglo XVIII. Estas escrituras dieron la propiedad corporativa de las tierras de la reserva a las Seis Naciones de los iroqueses. Las personas tendrían un contrato de arrendamiento a perpetuidad de un pedazo de tierra de la Confederación. La idea iroquesa de que la tierra permanecía en posesión si se cuidaba y volvería a control público si se abandonaba, persistió en la ley de propiedad de la reserva. En un caso de disputa de propiedad, el Consejo iroqués se puso del lado de los demandantes que habían hecho mejoras y cultivaban la tierra de uno que la había abandonado. Los recursos naturales de la tierra pertenecían a la tribu como un todo y no a aquellos que poseían la parcela particular. Los iroqueses arrendaron el derecho a extraer piedra de las tierras en un caso y fijaron una comisión para toda la producción. Después de que se descubriese gas natural en la reserva, las Seis Naciones tomaron la propiedad directa de los pozos de gas natural y a aquellos que tenían pozos en su tierra pagaron únicamente compensación por los daños causados por la extracción del gas. Esta configuración se parecía mucho al sistema de distribución de la tierra original donde eran las tribus las que realmente tenían la propiedad de la tierra y la distribuían para su uso pero no de forma incondicional. Otro ejemplo del punto de vista tradicional sobre la propiedad que afecta a los indios iroqueses modernos es la compra de tierras en el estado de Nueva York por la tribu Seneca-Cayuga de un casino. El casino se convirtió en una fábrica de ingresos de propiedad colectiva. Los Séneca-Cayuga ya tienen una sala de bingo, una estación de gasolina, y una fábrica de cigarrillos. La organización en los últimos tiempos de la propiedad en la reserva se refleja directamente en la visión precontacto de la propiedad de la tierra.

### Empresas de propiedad iroquesa
- Oneida Enterprises - businesses owned by the Oneida nation
- Turning Stone Casino - run by the Oneida in Verona, NY.
- Seneca Niagara Casino & Hotel - run by the Seneca in Niagara Falls, NY
- Seneca Allegany Casino - run by the Seneca in Salamanca, NY.

- Datos: Q2313110